# Paul Samuelson
Paul Anthony Samuelson, ameriški ekonomist, * 15. maj 1915, Gary, Indiana, Združene države Amerike, † 13. december 2009, Belmont, Massachusetts, ZDA.
Bil je prvi Američan, ki je dobil Nobelovo nagrado iz znanosti ekonomije. Švedska kraljeva akademija ga je nagradila leta 1970 in zatrdila, da je za uspeh ekonomske teorije naredil več kot kateri koli drug sodobni ekonomist. Bil je eden najbolj vplivnih ekonomistov poznega 20. stoletja. Leta 1996 mu je bila dodeljena mednarodna medalja znanosti. Predsednik ZDA Bill Clinton pa je izrekel pohvalo za njegove prispevke k ekonomski znanosti v zadnjih 60 letih.
Samuelson je menil, da je matematika pomemben vir naravnega jezika vsakega ekonomista. Pomembno je tudi prispeval k matematičnim temeljem ekonomije, kar opisuje v svoji knjigi Temelji ekonomske analize. Bil je tudi avtor najbolj prodajane ekonomske knjige vseh časov Ekonomija: uvod v analizo, ki je bila prvič natisnjena leta 1948. To je bila druga ameriška knjiga, ki je poskušala razložiti kejnzijanstvo (ekonomska teorija, ki nasprotuje liberalizmu). James Poterba je ugotovil, da je Saumelson s svojo knjigo zelo vplival na temelje vse sodobne ekonomije. Paul je bil tudi osebni svetovalec več ameriških predsednikov, med drugim tudi Kennedya in Johnsona ter Urada za proračun in zakladnico ZDA.

## Življenjepis
Rodil se je 15. maja 1915 v Garyju zvezni državi Indiana. Odraščal je v družini farmacevta Franka Samuelsona in matere Elle. Leta 1923 se je preselil v Chicago, kjer je diplomiral na srednji šoli Hyde Park. Po končani akademiji je študiral na univerzi v Chicagu. Leta 1935 je diplomiral iz umetnosti. Sam je trdil, da se je njegova ekonomska pot začela prav na univerzi v Chicagu.
Samuelson je menil, da obstaja disonanca med neoklasično ekonomijo in načinom delovanja sistema. Dejal je, da sta Henry Simons (ekonomist na čikaški univerzi) in Frank Knight (takratni ekonomist in danes znan kot soustanovitelj družbe "Knight Frank") močno vplivala nanj in na njegov razvoj v ekonomiji. Leta 1936 je postal magister in pet let kasneje doktor filozofije na Harvardski univerzi. Po diplomi je, kot študent, svoje veščine ekonomije uril pri Josephu Schumpetru, Wassilyju Leontiefu, Gottdriedu Haberlerju in Alvinu Hanesnu. Leta 1940 se je Samuelson zaposlil na MIT, kjer je ostal do svoje smrti.
Leta 1941 je prejel nagrado Davida A. Wellsa za pisanje najboljše doktorske naloge iz ekonomije na Harvardski univerzi z naslovom "Temelji analitične ekonomije", ki je kasneje postala temelj ekonomske analize. V njegovem sorodstvu je bilo veliko znanih ekonomistov, med njimi njegov brat Robert Summers, svakinja Anita Summers, svak Kenneth Arrow in nečak Larry Summers. V svojih sedemdesetih letih delovanja je bil docent za ekonomijo na MIT, član laboratorija za sevanje 1944-1945, profesor za mednarodne ekonomske odnose na Fletcherjevi šoli za pravo in diplomacijo 1945, Guggenheimovo druženje 1948-1949, Profesor ekonomije na MIT 1947, profesor inštituta MIT 1962 in profesor na univerzi Trinity 1989.
Umrl je 13. 12. 2009 v starosti 94 let. Njegovo smrt je oznanil MIT. Vsi so trdili, da je za sabo pustil ogromno znanja in da na njegovih idejah in delih stojijo in delujejo današnji moderni ekonomisti. Predsednica MIT-a je dejala, da je Samuelson spremenil čisto vse česar se je dotaknil, predvsem pa način poučevanja ekonomije po vsem svetu. Spremenil je tudi sliko svojega področja delovanja in dal ljudem nov pogled na ekonomijo in pokazal temeljito enotnost problemov analitičnih tehnik v ekonomiji. Njegovi prispevki se gibljejo in so povzročili spremembe na različnih področjih.

## Vplivi
Deloval je kot profesor ekonomije na inštitutu v Massachusettsu, vendar pa je bil aktiven še na številnih drugih področjih. Bil je pionir razkritega pristopa referenc v potrošniški teoriji. To je metoda pri kateri opazujemo uporabnikovo koristno funkcijo tako, da opazujemo njegovo vedenje. Znan je tudi po modelu posojil in različnih obračalnih izrekov v kapitalski teoriji. 
V teoriji financ je znan po hipotezi o učinkovitem trgu. Teorija javnih financ določi optimalne razporeditve virov ob prisotnosti javnih dobrin in zasebnih dobrin. O tržni ekonomiji je Menil, da imajo neregulirani trgi pomanjkljivosti, ter da se prosti trgi ne stabilizirajo. Ostro je tudi kritiziral Friedmana in Friedricha von Hayeka, saj sta po njegovo, nasprotovala državnemu posegu. V mednarodni ekonomiji je vplival predvsem na razvoj dveh trgovinskih modelov, to sta Balassa-Samuelsonov učinek in Heckscher-Ohlinov model. Na področju ekonomije blaginje je populariziral Lindahl – Bowen – Samuelson pogoje.

## Objave

### Temelji ekonomske analize
Samuelsonova knjiga Foundations of Economic Analysis velja za njegov magnum opus. Izhaja iz njegove doktorske naloge in je bila navdihnjena s klasičnimi termodinamičnimi metodami. Knjiga strmi k preučitvi osnov analogije med osrednjimi značilnostmi teoretične in uporabne ekonomije. Govori tudi o tem, kako je mogoče z majhnim številom analognih metod izpeljati operativno smiselne izrezke. Da bi izpeljali "splošno teorijo ekonomskih teorij", nam knjiga pokaže kako lahko te cilje varčno in plodno dosežemo z uporabo matematičnega jezika, ki ga je tudi sam zagovarjal kot naravni jezik ekonomije. Predlagani sta dve splošni hipotezi, ki izpopolnjujeta namene ekonomskega sistema in maksimalno izboljšanje vedenja zastopnikov. V njegovem prvem načelu njegova stališča predstavijo možno idejo, da so "igralci" (potrošniki), ki želijo nekaj izboljšati. Lahko bi to bil dobiček, korist ali pa svoje bogastvo. To ni bilo pomembno, saj bi prizadevanja za izboljšanje njihovega področja počutja predstavljala osnovni model za vse "igralce" v ekonomskem sistemu.
Njegov drugi princip je bil predvsem osredotočen na delovanje ravnotežja v gospodarstvu. Po njegovem mnenju bi morala biti ponudba enaka povpraševanju. On pa je ugotovil in trdil, da je najpomembnejša stvar naravno "počivališče sistema". Njegovi temelji pa nam predstavljajo vprašanje, kako bi se to ravnotežje odzvalo, ko ga premaknemo z optimalne točke. Pisal je tudi o tem, kako spremembe nekaterih dejavnikov vplivajo na gospodarsko sestavo in delovanje.

### Učbenik ekonomije
Samuelson je bil tudi pisatelj in soavtor učbenika "Ekonomija". Prvič je bil objavljen leta 1948. Knjiga je bila prevedena v enainštirideset jezikov in prodana v več kot štirih milijonih izvodov. Velja za najbolj prodajan učbenik ekonomije v zgodovini. Zapisal je tudi, da sta razširjeno uvajanje diktatur in predvsem druga svetovna vojna, vzbudila velik gospodarski nemir ter ekonomsko depresijo.
Njegovemu vplivnemu učbeniku so očitali, da vključuje primerjalne stopnje rasti med ZDA in Sovjetsko zvezo, ki niso v skladu z zgodovinskimi razlikami v BDP. Izdaja iz leta 1967 ekstrapolira možnost sovjetske oziroma ameriške realne paritete BNP med letoma 1977 in 1995. Vsaka naslednja izdaja je ekstrapolirala časovno obdobje naprej, dokler ti grafi niso izpadli iz izdaje iz leta 1985. Učbenik je bila druga knjiga, ki je bralcem predstavljala kenzijsko ekonomijo, zato je bila na svojem področju daleč najuspešnejša. Na splošno je knjiga s strani kritikov dvignila veliko prahu.

## Seznam publikacij
- Samuelson, Paul A. (1947), povečana izd. 1983. Foundations of Economic Analysis, Harvard University Press.
- Samuelson, Paul A. (1948), Economics: An Introductory Analysis (od 1985), 2009, 19.
- Samuelson, Paul A. (1952), " Economic Theory and Mathematics – An Appraisal", American Economic Review, str. 56–66 .
- Samuelson, Paul A (1954). "The Pure Theory of Public Expenditure" . Review of Economics and Statistics.
- Samuelson, Paul A. (1958), Linear Programming and Economic Analysis with Robert Dorfman and Robert M. Solow, McGraw-Hill.
- Samuelson, Paul A. (1960). " Efficient paths of capital accumulation in terms of the calculus of variations". V Arrow, Kenneth J .; Karlin, Samuel ; Suppes, Patrick.
- Samuelson, Paul A. (1982). "Quesnayev" Tableau Economique "as a theorist would formulate it today". In Meek, Ronald (author); Bradley, Ian C.; Howard, Michael C. (eds.). Classical and Marxian political economy: essays in honor of Ronald L. Meek. London: Macmillan. pp. 45–78.
- Zbrani znanstveni prispevki Paula A. Samuelsona, MIT Press.
- Samuelson, Paul A. Volume 1 (1966), 1937 – sredi 1964.
- Samuelson, Paul A. Volume 2 (1966), 1937 – sredi 1964.
- Samuelson, Paul A. Volume 3 (1972), sredi 1964–1970.
- Samuelson, Paul A. Volume 4 (1977), 1971–76.
- Samuelson, Paul A. Volume 5(1986), 1977–1985
- Samuelson, Paul A. Volume 6(2011), 1986–2009.
- Samuelson, Paul A. Volume 7 (2011), 1986–2009.
- Paul A. Samuelson Papers, 1930–2010, Knjižnica Rubenstein, Univerza Duke.
- Samuelson, Paul A. (2007), Inside the Economist's Mind: Conversations with Eminent Economists with William A. Barnett, Blackwell Publishing.
- Samuelson, Paul A. (2002), Paul Samuelson and the Foundations of Modern Economics, Transaction Publishers,

### Slovenski prevodi
- Samuelson, Paul A. (1947), povečana izd. 1983. Temelji ekonomske analize, Harvard University Press. Dostopno na: https://www.webpages.uidaho.edu/econ272/online_text/master_all_4th_ed.pdf
- Samuelson, Paul A. (1948), Ekonomija: uvod v analizo (od 1985), 2009, 19.
- Samuelson, Paul A. (1952), " Ekonomska teorija in matematika- ovrednotenje", Ameriška ekonomska recenzija, str. 56–66 .
- Samuelson, Paul A (1954). "Teorija o javni potrošnji" . Recenzija ekonomije in statistike. Dostopno na: https://econ.ucsb.edu/~tedb/Courses/UCSBpf/readings/sampub.pdf
- Samuelson, Paul A. (1958), Linearno programiranje in ekonomska analiza z Robertom Dorfmanom in Robertm M. Solowom, McGraw-Hill.
- Samuelson, Paul A. (1960). " Efektivne poti kapitalne akumulacije pod pogojem variabilnosti". V Arrow, Kenneth J .; Karlin, Samuel ; Suppes, Patrick. Dostopno na: https://audra.american.edu/islandora/object/thesesdissertations%3A3558/datastream/PDF/view
- Samuelson, Paul A. (1982). "Quesnayev" Tableau Economique "Kot bi to danes oblikoval teoretik". In Meek, Ronald (author); Bradley, Ian C.; Howard, Michael C. (eds.). Klasičen politični esej: essays in honor of Ronald L. Meek. London: Macmillan. pp. 45–78. Dostopno na: https://audra.american.edu/islandora/object/thesesdissertations%3A3558/datastream/PDF/view
- Zbrani znanstveni prispevki Paula A. Samuelsona, MIT Press.
- Samuelson, Paul A. Prva knjiga (1966), 1937 – sredi 1964.
- Samuelson, Paul A. Druga knjiga (1966), 1937 – sredi 1964.
- Samuelson, Paul A. Tretja knjiga (1972), sredi 1964–1970.
- Samuelson, Paul A. Četrta knjiga (1977), 1971–76.
- Samuelson, Paul A. Peta knjiga (1986), 1977–1985
- Samuelson, Paul A. Šesta knjiga (2011), 1986–2009.
- Samuelson, Paul A. Sedma knjiga (2011), 1986–2009
- Paul A. Samuelson: Papirji, 1930–2010, Knjižnica Rubenstein, Univerza Duke.
- Samuelson, Paul A. (2007), V glavi ekonomista: Pogovor z uglednim ekonomistom Williamom A. Barnettom, Blackwell Publishing. Dostopno na: http://www.library.fa.ru/files/Samuelson-Barnett.pdf
- Samuelson, Paul A. (2002), Paul Samuelson in temelji sodobne ekonomije, Transaction Publishers,